# 쇼와의 날
쇼와의 날(일본어: 昭和の日 쇼와노히[*])은 일본의 공휴일 중 하나이다. 공휴일에 관한 법률(이하 공휴일법)의 일부 개정에 의해 2007년부터 시행된 날로, 쇼와 천황의 생일인 4월 29일이다. 공휴일법에서는 이 공휴일의 취지를 '격동의 나날을 거쳐 부흥을 이룬 쇼와 시대를 돌이켜, 나라의 장래를 생각하는' 것이라 밝히고 있다. '골든 위크'를 구성하는 공휴일 중 하나이기도 하다.

## 제정

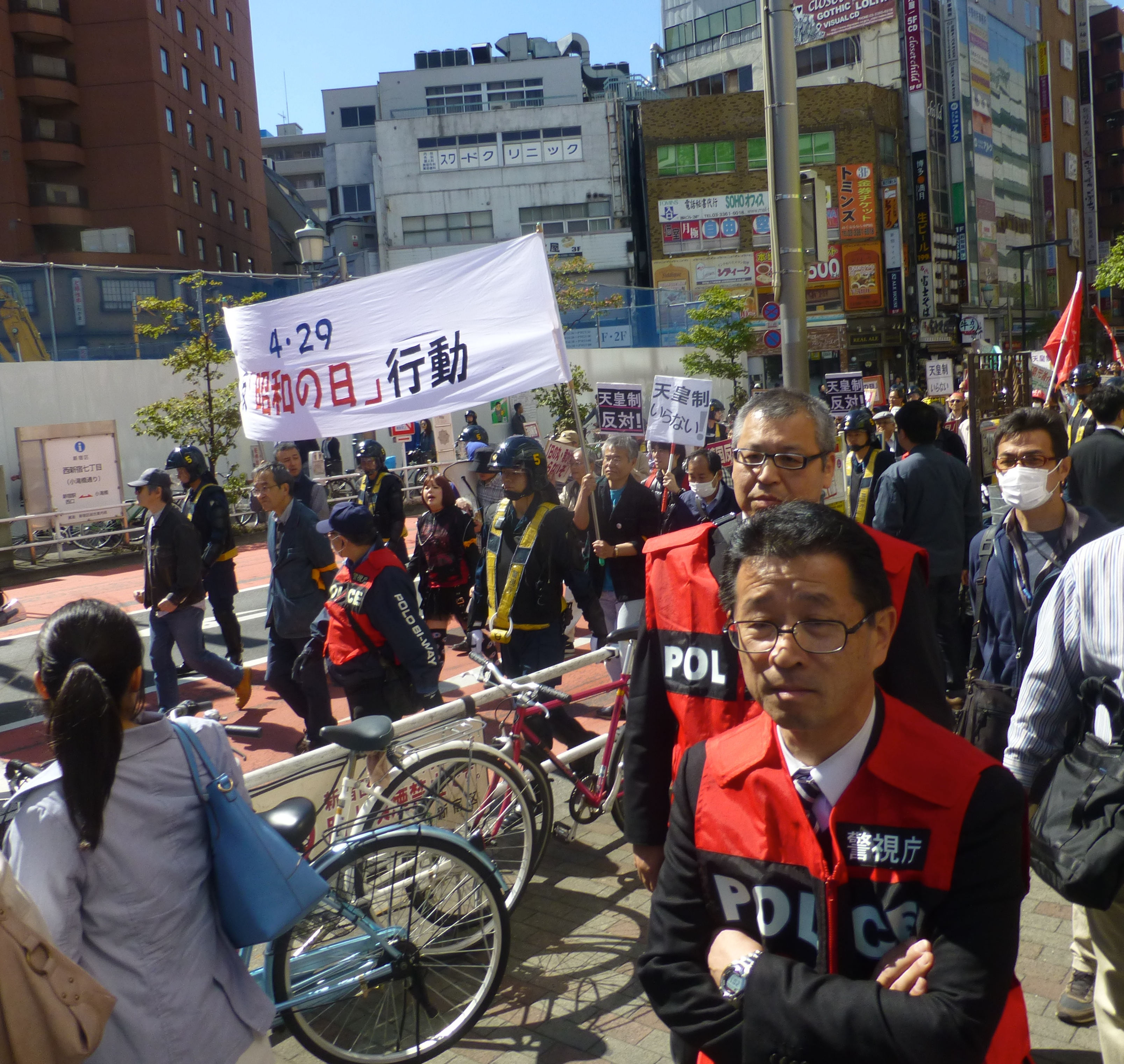
2016년의 쇼와의 날 반대 시위

1989년 1월 7일 쇼와 천황의 사망에 의해, 천황 탄생일이었던 4월 29일은 더 이상 공휴일이 될 수 없고, 공휴일법의 천황 탄생일에 관련된 부분을 개정해야 했다. 그 때부터 이 날을 '쇼와 기념일' 등으로 쇼와에 관련된 휴일로 존속시키자는 의견이 나오고 있었지만, 야당의 반대로 4월 29일은 '녹색의 날'이라는 이름의 공휴일로 바뀌었다.
그 뒤, '쇼와의 날'을 만들자는 운동에 동의하는 국회의원에 의해 2000년 제147회 국회(참의원 선의), 2002년 제154회 국회(중의원 선의)에서 모두 의원 법률 제출안으로 심의에 부쳐졌으나 국회 회기 종료 및 중의원 해산 등으로 인해 폐기되었다. 2004년 제159회 국회에서 3번째 개정 법안 제출이 이루어져, 2005년 제162회 국회에서 성립되었다. 개정법은 2007년부터 시행되어 이후 4월 29일은 '쇼와의 날'이 되고, '녹색의 날'은 5월 4일로 옮겨졌다. 또, 개정 법안에는 이외에도 대체 휴일 제도나 국민의 휴일의 중복을 피하기 위한 조문의 변경 등이 포함되어 있다.